# Willis Arnold Gorman
Willis Arnold Gorman (Flemingsburg, 12 gennaio 1816 – Saint Paul, 20 maggio 1876) è stato un politico, avvocato e soldato statunitense. Fu generale dell'esercito dell'Unione durante la guerra di secessione americana.

## Biografia
Gorman nacque a Flemingsburg, nel Kentucky, nel 1816. Fu l'unico figlio di David ed Elizabeth Gorman, entrambi di origini irlandesi. Nel 1835 la famiglia si trasferisce a Bloomington dove Willis si laurea in legge all'Università dell'Indiana nello stesso anno e inizia la pratica legale. Nel gennaio 1836, sposa Martha Stone a Bloomington. Dal 1837 Gorman muove i primi passi nella politica, diventando impiegato nel Senato dell'Indiana e successivamente viene eletto nel 1841 come rappresentante alla Camera dei rappresentanti dell'Indiana.
Nel 1847 diventa volontario nell'esercitò e presta servizio nella guerra messico-statunitense. Durante questa guerra guidò un battaglione nella battaglia di Buena Vista dove rimarrà gravemente ferito. In seguito parteciperà alla battaglia di Huamantla con il grado di colonnello. Nel 1848 diventò governatore militare e civile dello di stato di Puebla ma ben presto tornerà in Indiana. Fu dal 1849 al 1853 membro della Camera dei rappresentanti degli Stati Uniti per l'Indiana.

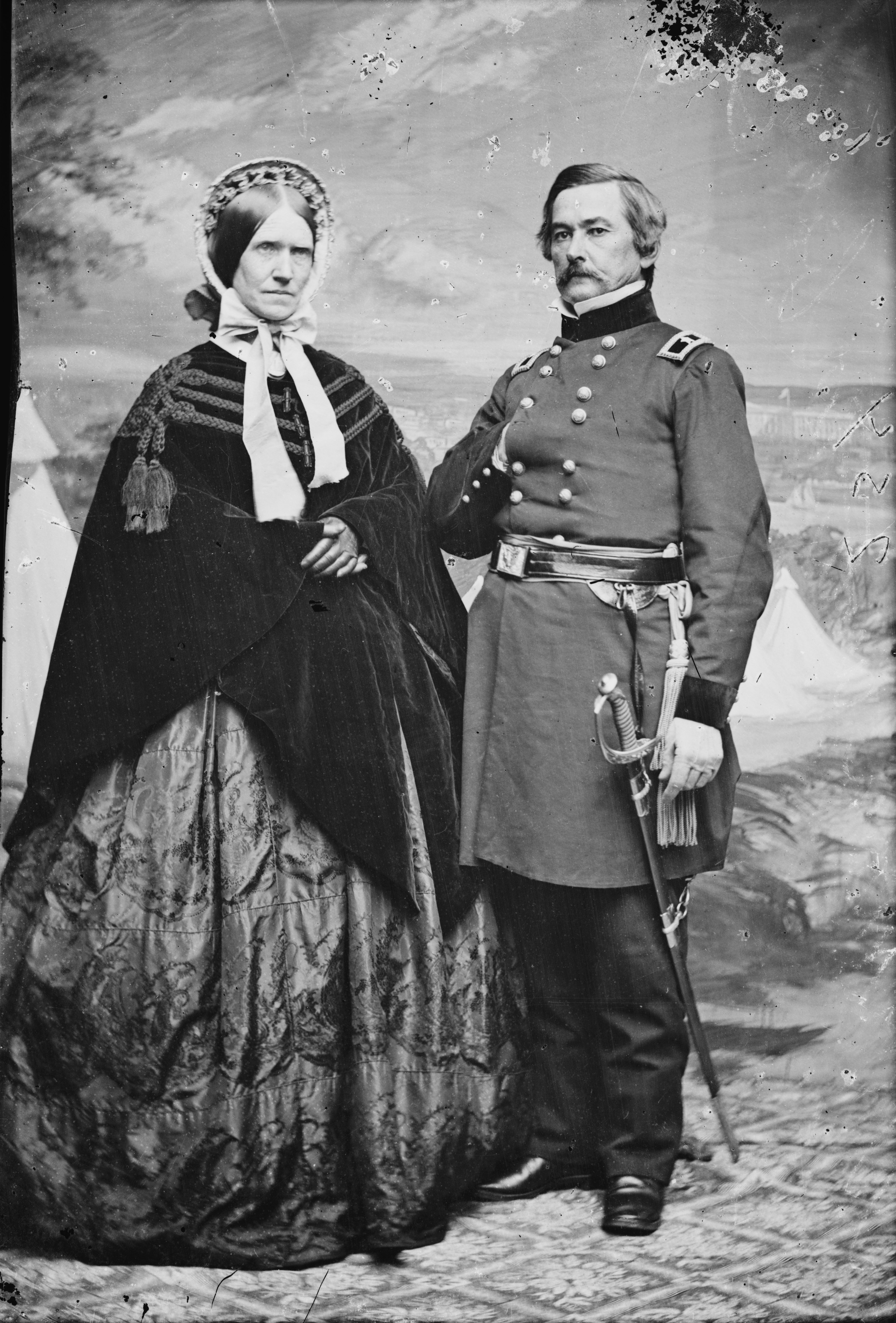
Willis A. Gorman con sua moglie, Martha Stone.

Politicamente democratico, Gorman fu governatore del Territorio del Minnesota dal 1853 al 1857 grazie alla nomina concessagli dal presidente Franklin Pierce. Durante questo mandato, cercò invano di spostare la capitale del Territorio da Saint Paul a St. Peter, dove Gorman era proprietario di un vasto terreno. Il piano di spostamento della capitale fu sventato da Joe Rolette, che sparì con la legge prima degli ultimi secondi della sessione legislativa.
Dopo la fine del mandato come governatore, Gorman continuò la sua pratica legale a St. Paul e per un breve periodo sarà membro della Camera dei rappresentanti del Minnesota.
Con la secessione di alcuni stati meridionali e con 'inizio della guerra civile, Gorman si arruolerà nuovamente come volontario e prenderà parte alla prima battaglia di Bull Run e alla battaglia di Antietam.
Nel 1864, lascerà la vita militare e tornerà a St. Paul dove nel 1869 sarà nominato procuratore della città, carica che ricoprirà fino alla morte. È sepolto all'Oakland Cemetery di St. Paul.